# SŽD-Baureihe СИ
Die Lokomotiven der Baureihe СИ (deutsche Transkription SI) der Sowjetischen Eisenbahnen (SŽD) sind breitspurige Elektrolokomotiven. Sie wurden zuerst als Baureihe СИ10 (SI10) bezeichnet. Zwei Lokomotiven der Baureihe wurden zu СИМ (SIM) umgebaut.

## Baureihe СИ(SI)
Als erste Ferneisenbahnstrecke der Sowjetunion wurde von 1928 bis 1932 der Abschnitt Chaschuri–Sestaponi der Bahnstrecke Poti–Baku der Transkaukasischen Eisenbahn in der Georgischen SSR elektrifiziert, um den steigenden Transportleistungen über den Suramipass gerecht zu werden. Die Elektrifizierung erfolgte  mit 3000 Volt Gleichstrom. Mangels Erfahrung mit dem Bau von Elektrolokomotiven war die Beschaffung von Lokomotiven für diese Strecke im Ausland vorgesehen. Hierfür wurden Angebote von den Herstellern AEG und Siemens-Schuckert (beide Deutschland) sowie Metropolitan Vickers (Vereinigtes Königreich), General Electric (USA) und Tecnomasio Italiano Brown Boveri (Italien) eingeholt. Den Zuschlag bekamen General Electric für acht und Tecnomasio Italiano Brown Boveri für sieben Lokomotiven. Für letzteren sprach dabei die Erfahrung im Bau von Lokomotiven für 3000 Volt Gleichstrom, da dieses Stromsystem zuvor in Italien eingeführt worden war. General Electric lieferte zur Aufnahme des elektrischen Betriebs 1932 acht Lokomotiven der Baureihe С10 (S10), die später als С (S) bezeichnet wurden.
Nachdem bereits ab 1932 mit der Baureihe СС11 (SS11; später als Baureihe СС (SS) bezeichnet) auch Lokomotiven aus sowjetischer Herstellung zur Verfügung standen, trafen im Oktober 1933 die ersten drei Lokomotiven von Tecnomasio Italiano Brown Boveri ein. Sie erhielten in Fortführung der Baureihe С10 die Nummern СИ10-09 bis -11. Der Zusatz „И“ (I) steht hierbei für das Herkunftsland Italien. In den Hauptabmessungen stimmten sie mit der Baureihe С10 annähernd überein. Die dreiachsigen Drehgestelle waren jedoch unsymmetrisch aufgebaut mit verkürzten Achsstand zwischen den innenliegenden Achsen. Im November 1933 wurden mit СИ10-10 Versuche zum Einsatz in Mehrfachtraktion unternommen, die erfolgreich verliefen. Nachfolgend wurden alle Lokomotiven der Baureihen С, СС und СИ für Mehrfachtraktion ausgerüstet, jedoch war ein gemischter Einsatz der Baureihen nicht möglich.
СИ10-09 bis -11 hatten eine Dienstmasse von 135 Tonnen. Nach der Inbetriebnahme auf dem Suramipass stellte sich heraus, dass СИ10-09 bis -11, ebenso wie die Baureihe С10, die spezifizierte Anfahrleistung um 1000 Tonnen verfehlte. Bei den im April 1934 gelieferten СИ10-12 bis -15 wurde daher durch Einbau von Ballast die Masse auf 142 Tonnen erhöht. Später wurde das Gewicht dieser Lokomotiven auf 132 bis 135 Tonnen reduziert. Die Baureihenbezeichnung wurde noch in den 1930er Jahren geändert, der Zusatz „10“ entfiel, die endgültige Baureihenbezeichnung war somit „СИ“.
Die СИ waren ab Werk mit einer Sicherungseinrichtung ausgestattet, die das Betätigen bestimmter Pedale oder Knöpfe mindestens alle 100 Meter erforderte, anderenfalls wurde eine Bremsung ausgelöst. Da die СИ jedoch immer mit zwei Lokführern besetzt waren, wurde diese Sicherungseinrichtung gewöhnlich deaktiviert.
Die Baureihen С und СИ blieben in Chaschuri beheimatet, die С erwiesen sich dabei als betriebstauglicher als die kompliziert aufgebauten СИ. СИ-08, -10 bis -13 und -15 wurden 1960 bis 1965 ausgemustert.

## Baureihe СИМ (SIM)
In das Modernisierungsprogramm der Baureihe СС wurden auch СИ-09 und -14 einbezogen, sie erhielten die Nummern СИМ-09 und -14. Die Motoren ДПЭ-400А (DPE-400A) der Baureihe ВЛ22М wurden eingebaut und der elektrische Aufbau an diese Lokomotiven angepasst, wobei allerdings auf den Einbau einer Nutzbremse verzichtet wurde. Die beiden ССМ wurden 1967 beziehungsweise 1979 ausgemustert. Von den Baureihen СИ und СИМ ist kein Exemplar erhalten geblieben.